# Barend van Namenhof
Barend van Namenhof is een hofje aan de Hoefstraat 12 in de Nederlandse stad Leiden. Het hofje werd opgericht in 1730 door koopman Barend van Namen voor gereformeerde kinderloze echtparen boven de vijftig. Het hofje bestaat uit 12 woningen. Drie hofjeswoningen zijn ontworpen door W.C. Mulder. Het hof werd verbouwd in 1788. In 1915 werd het op kosten van regent C.W.J.W. Pape volledig vernieuwd. Hiermee kreeg het zijn rijke, voorname indruk waardoor het ook "villahof" werd genoemd. Het hofje heeft een regentenkamer en bezit de status rijksmonument.
Barend van Namenhof ·
Bethaniënhof ·
Bethlehemshof ·
Brouchovenhof ·
Cathrijn Jacobsdochterhof ·
Cathrijn Maartensdochterhof ·
Coninckshof ·
Eva van Hoogeveenshof ·
François Houttijnshof ·
Groeneveldstichting ·
Groot Sionshof ·
Heiligen Geest- of Cornelis Spronghof ·
Jan de Laterehof ·
Jan Pesijnhof ·
Jean Michelhof ·
Jeruzalemhof ·
Joost Frans van de Lindenhof ·
Juffrouw Maashof ·
Justus Carelhuis ·
Klein Sionshof ·
Meermansburg ·
Mierennesthof ·
Pieter Gerritz. van der Speckhof ·
Pieter Loridanshof ·
Samuel de Zeehof ·
Schachtenhof ·
Sint Anna Aalmoeshuis ·
Sint Annahof of Joostenpoort ·
Sint Elisabethgasthuishof ·
Sint Jacobs- of Crayenboschhof ·
Sint Janshof ·
Sint Salvatorhof ·
Sint Stevenshof ·
Tevelingshof ·
Van Assendelftshof